# Charlie Creath
Charles Cyril "Charlie" Creath (Ironton, 30 december 1890 - Chicago, 23 oktober 1951) was een Amerikaanse jazz-trompettist, -saxofonist, accordeonist en bandleider in de vroege jaren van de jazz.
Creath speelde hij in rondtrekkende circussen, theatergroepen en comedyshows. Ook leidde hij bands in Seattle. In de tweede helft van de jaren tien trok hij naar St.Louis, waar hij tot het eind van de jaren dertig muziekgroepen leidde op de stoomschepen die op de Mississippi voeren tussen St.Louis en New Orleans. Hij had zoveel succes, dat hij meerdere bands onder zijn leiding had. In 1927 had hij een groep met Fate Marable, evenals in de periode 1935-1938. Na een langdurige ziekte eind jaren twintig beperkte hij zich tot het bespelen van de saxofoon en accordeon. Eind jaren dertig opende hij een nachtclub in Chicago. 
Musici met wie Creath werkte waren onder meer zwager en drummer Zutty Singleton, Ed Allen, Pops Foster, Jerome Don Pasquall en Lonnie Johnson.
Charles Creath heeft ook platen opgenomen, in de periode 1924-1927 nam hij ruim een dozijn nummers op voor Okeh Records, onder de naam 'Charles Creath's Jazz-O-Maniacs'. Verschillende van deze nummers waren van zijn hand.

## Discografie
- Jazz in St.Louis (verzamelalbum met o.a. alle opnames Creath), Timeless, 2003

- Bibliothèque nationale de France: cb16909448t (data)
- International Standard Name Identifier: 0000 0000 6370 046X
- Library of Congress Control Number: n87131583
- MusicBrainz: ae7ddcf8-b47f-4cf4-8baa-148a91d8f678
- Système universitaire de documentation: 198287461
- Trove: 950833
- Virtual International Authority File: 3983405
- WorldCat: E39PBJk4FRfMVTrdjkkchdvbVC